# V dal'nem plavanii
V dal'nem plavanii (В дальнем плавании) è un film del 1945 diretto da Vladimir Aleksandrovič Braun.